# Giuseppe Saracco
Giuseppe Saracco (9. října 1821 Bistagno – 19. ledna 1907 Bistagno) byl italský politik, premiér své země 24. června 1900 až 15. února 1901. Původně advokát byl členem piemontského parlamentu v letech 1849 až 1865 a patřil k Cavourovým přívržencům. Roku 1862 se v Ratzziho kabinetu stal ředitelem veřejných prací, 1864 byl generálním tajemníkem ministerstva financí a 1865 senátorem. V letech 1887 až 1893 byl ministrem veřejných prací a roku 1898 byl zvolen předsedou italského senátu.
Během politické krize po pádu Pellouxova kabinetu se Saraccovi podařilo smířit znesvářené strany a utvořit vládu. Jeho premiérské úřadování bylo zastíněno vraždou krále Umberta I. Saraccova vláda se zhroutila následkem nezvládnuté stávky v janovských loděnicích.